# STS-67
STS-67 byla mise raketoplánu Endeavour. Celkem se jednalo o 68. misi raketoplánu do vesmíru a 8. pro Endeavour. Cílem letu mise byly experimenty se stanicí Spacelab.

## Posádka
- Stephen S. Oswald (3) velitel
- William G. Gregory (1)pilot
- John M. Grunsfeld (1) letový specialista 1
- Wendy B. Lawrenceová (1) letový specialista 2
- Tamara E. Jerniganová (3) Velitel užitečného zatížení a letový specialista 3
- Samuel T. Durrance (2) specialista pro užitečné zatížení 1
- Ronald A. Parise (2) specialista pro užitečné zatížení 2

V závorkách je uvedený dosavadní počet letů do vesmíru včetně této mise.